# Фарруджа, Рей
Рей Фарруджа (мальт. Ray Farrugia; 1 октября 1955 года, Флориана) — мальтийский футболист, выступал на позиции нападающего. После завершения карьеры стал тренером, возглавлял сборную Мальты. Кавалер медали «За службу Республике» (2020).

## Карьера

### Футболиста
Начинал играть в футбол Фарруджа в местной «Флориане». Вместе с ней он становился чемпионом Мальты. Большую часть своей карьеры нападающий провел в Австралии, где он 12 лет выступал за клуб местной мальтийской диаспоры «Мелита Иглз» (ныне — «Парраматта»). За это время мальтиец стал его легендой, проведя за коллектив более трехсот матчей и забив 123 года.
За сборную Мальты форвард провел четыре встречи. В числе них был и печально известный поединок с испанцами в рамках отбора к чемпионату Европы 1984 года. В нём мальтийцы потерпели поражение со счетом 1:12.

### Тренера
Завершил свою карьеру Рей Фарруджа на родине в «Нашшар Лайонз». В этой команде он начал свою самостоятельную тренерскую карьеру. Позднее специалист дважды работал с молодежной сборной страны и возглавлял ряд местных клубов. С 2014 по 2018 годы Фарруджа являлся ассистентом Пьетро Гедина и Тома Саинтфита в сборной Мальты. 2 мая 2018 года после увольнения последнего он самостоятельно встал у руля национальной команды.

## Достижения
- Чемпион Мальты (1): 1976/77
- Обладатель Кубка Мальты (1): 1975/76